# Charles-François Racot de Grandval
Pour les articles homonymes, voir Grandval.
Charles-François Racot de Grandval, né le 23 octobre 1710 à Paris où il est mort le 23 septembre 1784, est un acteur et dramaturge français. Il est le fils de Nicolas Racot de Grandval.

## Biographie
Après avoir débuté à Lille en 1727, il entre à la Comédie-Française à l'âge de dix-neuf ans sous le nom de « Duval », le 19 septembre 1729 par le rôle d'Andronic écrit par Campistron. Il devient sociétaire le 31 décembre 1729. Il remplit les premiers rôles jusqu'en 1762, année de sa première retraite. Rentré quelques années plus tard, il se retire définitivement en 1768.

On lui reprochait surtout vers la fin de trop grasseyer, comme en témoignent les mémoires de Mademoiselle Clairon : 

« Ce comédien charmant, plein de grâce, d'esprit et de chaleur, avec qui ce qu'on nomme décence théâtrale, a quitté la scène, qu'on ne remplacera peut-être jamais ayant la sagesse de ne se montrer que dans les rôles convenables à son âge, a été forcer de se retirer [...] par le dégoût que son grasseyement inspirait au public dont il avait été l'idole. »

Il est l'auteur de plusieurs comédies, dont quelques-unes sont d'un ton très gaillard, illustrant le genre poissard.

## Quelques œuvres
- 1732  : avec le comte de Caylus Le Bord.., ou le Jean-F..tre puni.
- 1749 : 
  - Agathe ou la Chaste princesse.
  - Le Pot de chambre cassé (également attribué à son père).
- vers 1750 - 1752 : Sirop-au-cul, ou l'Heureuse délivrance, tragédie héroï-merdifique, Au Temple du goût, 4-59 p. (|En ligne sur Gallica).
- 1755 : Le Tempérament.
- 1773 : La Nouvelle Messaline.

## Carrière à la Comédie-Française
- 1732 : Zaïre de Voltaire : Nérestan
- 1734 : Didon de Lefranc de Pompignan : Iarbe, roi de Numidie
- 1741 : Mélanide de Pierre-Claude Nivelle de La Chaussée : Darviane
- 1742 : Amour pour amour de Pierre-Claude Nivelle de La Chaussée : Azor
- 1765 : Adélaïde Du Guesclin de Voltaire : le sire de Coucy
- 1765 : Le Philosophe sans le savoir de Michel-Jean Sedaine : d'Esparville père
- 1765 : Le Méchant de Jean-Baptiste Gresset : Cléon
- 1766 : Alzire de Voltaire : Monteze
- 1766 : Horace de Pierre Corneille : Tulle
- 1766 : Le Malade imaginaire de Molière : Béralde
- 1766 : Le Misanthrope de Molière : Alceste
- 1766 : Les Femmes savantes de Molière : Ariste
- 1767 : Eugénie de Beaumarchais : Capitaine Cowerly
- 1767 : La Métromanie d'Alexis Piron : Mondor